# Amphiascus hirtus
Amphiascus hirtus är en kräftdjursart som beskrevs av Gurney 1927. Amphiascus hirtus ingår i släktet Amphiascus och familjen Diosaccidae. Inga underarter finns listade i Catalogue of Life.